# Ашкелон
Ашкелон (хебр. אשקלון, арап. ‏عسقلان‎) је град у Израелу у Јужном округу. Према процени из 2022. у граду је живело 153.138 становника.

## Становништво
Према процени, у граду је 2022. живело 153.138 становника.
| 1983.  | 1995.  |
| ------ | ------ |
| 52.894 | 80.938 |

## Партнерски градови
- Кот Сен Лик
- Синјанг
- Икике
- Екс ан Прованс
- Вани
- Кутаиси
- Авијано
- Панков
- Сопот
- Ентебе
- Портланд
- Балтимор
- Сакраменто